# Kangaroo Cup International Ladies Open Tennis 2011
Il Kangaroo Cup International Ladies Open Tennis 2011 è stato un torneo di tennis facente parte della categoria ITF Women's Circuit nell'ambito dell'ITF Women's Circuit 2011. Il torneo si è giocato a Gifu in Giappone 25 aprile al 1º maggio 2011 su campi in cemento e aveva un montepremi di 50 000 $.

## Vincitori

### Singolare
Sachie Ishizu ha battuto in finale  Emily Webley-Smith con il punteggio di 6–1, 6–3

### Doppio
Chan Hao-ching /  Chan Yung-jan hanno battuto in finale  Noppawan Lertcheewakarn /  Erika Sema con il punteggio di 6–2, 6–3